# Lige på kornet (TV-show)
 For alternative betydninger, se Lige på kornet. (Se også artikler, som begynder med Lige på kornet)
Lige på kornet (originaltitel: The Chasers' War on Everything) er et australsk satireshow, hvis sketches primært foregår i den virkelige verden sammen med ikke-indforståede folk, der derfor skal være forundrede over den atypiske situation, de havner i. På dansk er tv-serien kommet til at hedde Lige på kornet.
Tv-programmet bliver vist på DR2.
| Fjernsyn | Spire Denne artikel om et tv-program er en spire som bør udbygges. Du er velkommen til at hjælpe Wikipedia ved at udvide den. |